# James Hopson
James Allen Hopson (* 27. August 1935 in New Haven (Connecticut)) ist ein US-amerikanischer Wirbeltier-Paläontologe.

## Leben und Werk
Hopson studierte an der Yale University mit dem Bachelor-Abschluss 1957 und wurde 1965 an der University of Chicago in Paläontologie promoviert. 1963 bis 1967 war er am Peabody Museum of Natural History und 1967 wurde er Assistant Professor und 1986 Professor an der University of Chicago. Seit 1971 ist er außerdem Research Associate am Field Museum of Natural History in Chicago.
Er befasst sich vor allem mit Evolutionsgeschichte der Synapsiden, säugetierähnlicher Reptilien (Therapsiden) und dem Ursprung der Säuger. Sein Schwerpunkt liegt dementsprechend in der Zeit des Perm und Trias, und da viele Funde säugerähnlicher Reptilien aus dieser Zeit aus Südafrika stammen, reiste er häufig dorthin. Weiter befasste er sich mit Hadrosauriern wie Parasaurolophus und der Funktion ihres Knochenkamms am Schädel.
1984 war er Präsident der Society of Vertebrate Paleontology und wurde 2008 deren Ehrenmitglied. 2015 erhielt er deren Romer-Simpson-Medaille.

## Schriften
- mit J. M. Clark: Distinctive mammal-like reptile from Mexico and its bearing on the phylogeny of the Tritylodontidae, Nature, Band 315, 1985, S. 398–400.
- mit  H. R. Barghusen: An analysis of therapsid relationships. In: N. Hotton III., P. D. MacLean, J. J. Roth, E. C. Roth (Hrsg.), The Ecology and Biology of Mammal-like reptiles, Washington, DC: Smithsonian Institution Press 1986, S. 83–106.
- Systematic of the non-mammalian Synapsida and implications for patterns of evolution in synapsids. In: H. P. Schultze, L. Trueb (Hrsg.), Origins of higher groups of tetrapods: controversy and consensus, Ithaca: Cornell University Press 1991, S. 635–693.
- mit E. F. Allen: Evolution of the auditory system in Synapsida ("mammal-like reptiles and primitive mammals) as seen in the fossil record. In: D. B. Webster, R. R. Fay, A. N. Popper (Hrsg.), The Evolutionary Biology of Hearing, New York: Springer-Verlag 1991, S. 587–614.
- mit J. R. Wible: Basicranial evidence for early mammal phylogeny. In: F. S. Szalay, M. J. Novacek, M. C. McKenna (Hrsg.), Mammal Phylogenym, New York: Springer-Verlag 1993.
- mit G. W. Rougier: Braincase structure in the oldest known skull of a therian mammal: Implications for mammalian systematics and cranial evolution, American Journal of Science, Band 293-A, 1993, S. 268–299.
- Patterns of evolution in the manus and peers of non-mammalian therapsids, Journal of Vertebrate Paleontology, Band 15, 1995, S. 615–639.